# Eilema contradicta
Eilema contradicta är en fjärilsart som beskrevs av De Toulgoët 1953. Eilema contradicta ingår i släktet Eilema och familjen björnspinnare. Inga underarter finns listade i Catalogue of Life.